# 회색빛 우정
회색빛 우정(Withnail And I)은 영국에서 제작된 브루스 로빈슨 감독의 1987년 코미디 영화이다. 리차드 E. 그랜트 등이 주연으로 출연하였고 폴 M. 헬러 등이 제작에 참여하였다.

## 출연

### 주연
- 리차드 E. 그랜트
- 폴 맥간
- 리차드 그리피스

### 조연
- 랠프 브라운
- 마이클 엘픽
- 다러 오말리
- 마이클 워들
- 우나 브랜든-존스
- 노엘 존슨
- 아이린 서클리프
- 레웰린 리스
- 로버트 오에이츠
- 에디 테이고

## 제작진
- 공동제작: 데이비드 윔버리
- 미술: 데니스 오브라이언
- 미술: 마이클 피코드
- 의상: 안드레아 갈러
- 배역: 메리 셀웨이